# Rjolkacultuur
De Rjolkacultuur (Russisch: Рёлкинская культура) was een archeologische cultuur uit de vroege middeleeuwen in de regio Tomsk-Narym van het Ob-gebied. De cultuur werd in verband gebracht met de Samojeedse volkeren.

## Beschrijving
De naam is afgeleid van het Rjolka-grafveld nabij het dorp Moltsjanovo in het district Moltsjanovski van de Oblast Tomsk, onderzocht door Ljoedmila Tsjindina en Vladimir Matjoesjtsjenko in de jaren 60 van de 20e eeuw. Ze werd in 1970 door Tsjindina geïdentificeerd als een aparte cultuur. 
De cultuur vormde zich op basis van de Koelajkacultuur onder invloed van een zuidoostelijke component geassocieerd met de Latsjinovocultuur. De bepalende kenmerken waren een specifiek begrafenisritueel, aardewerk, cultusgietwerk, sieraden en woningen.
In de oblast Tomsk zijn ongeveer honderd nederzettingen van de Rjolkacultuur bekend. De nederzettingen bevonden zich langs de oevers van waterlichamen en telden 5 tot 100 gebouwen: residentieel, economisch en religieus. De woningen omvatten verschillende typen: van kleine semi-uitgegraven woningen tot grote tweekamerframe- en blokhutconstructies met haarden en plaats voor verschillende gezinnen.
Het begrafenisritueel is bekend van kleine grafheuvelvelden (2-3 grafheuvels) en grote: Archijerejskaja Zaimka, Vachtovski, Rjolkinski, Saltakovski, Timirjazevski-1, Timirjazevski-2 en anderen. De doden werden meestal begraven volgens het inhumatieritueel, aan de oppervlakte of in ondiepe graven, met daarop kleine heuveltjes. Bij grotere necropolissen had de familiegemeenschap een eigen begraafplaats. Als gevolg hiervan voegden kleine grafheuvels zich samen tot een grote heuvel, waaronder tientallen familieleden rustten. Er waren ook kleine heuvels met één begraven persoon.
De ontwikkeling van de economie ging gepaard met de specialisatie van bepaalde sectoren: jacht, ijzermetallurgie, metaalbewerking binnen familiegemeenschappen. De samenleving bestond uit verenigingen van familiegemeenschappen met hun karakteristieke kenmerken van interne eenheid: gemeenschappelijk land, gemeenschappelijke totemistische en antropomorfe voorouders en begraafplaatsen. Er verschenen elites van krijgers, smeden en rijkere mensen in de samenleving, zoals blijkt uit specifieke begrafenisrituelen (crematie, offers), rijkere grafgiften en specifieke artefacten als eersteklaswapens, dure stoffen, eliteriemen, offerdieren, aparte woningen en werkplaatsen van smeden. Groepen familiegemeenschappen voegden zich samen tot grotere eenheden zoals stammen.